# 街 (SOPHIAの曲)
「街」（まち）は、日本のバンド、SOPHIAの曲。5枚目のシングルが『街 (Single Version)』（まち シングル・ヴァージョン）のタイトルで1997年7月9日にトイズファクトリーから発売された。

## 解説
- 1997年4月に発売された4枚目のアルバムで初のフル・アルバム『little circus』に収録され、のち同年の第2弾シングルとしてシングルカットされた。同バンド最大のヒットシングルである。
- プレイステーション用ゲームソフト『ブレス オブ ファイアIII』CMソング。
- 2009年5月発売の35枚目のシングル『Baby Smile』には、CDのみのタイプのカップリング曲に「街 -15th Anniversary ver.-」が収録されている。
- ジャケットは前作に引き続き、アーティスト写真のものが採用された。

## 収録曲
- 全作詞:松岡充　編曲:SOPHIA

1. 街 (Single Version)
作曲:松岡充
2. 「Eternal Flame」
作曲:豊田和貴
3. 街 (Single Version) カラオケ

## 楽曲の収録アルバム
オリジナル
- 『little circus』（#1の原曲）

ベスト
- 『THE SHORT HAND〜SINGLES COLLECTION〜』 (#1)
- 『THE LONG HAND〜MEMBER'S SELECTION〜』 (#2)
- 『10th ANNIVERSARY BEST』 (#1)
- 『ALL 1995〜2010』(#1, #2)
- 『ALL SINGLES「A」』 (#1)
- 『ALL B-SIDES「B」』(#2)

ライブ
- 『1999』 (#1)

## 他のアーティストによるカバー
| 曲名              | 発売日        | アーティスト | 収録作品                                                                          | 備考 |
| ----------------- | ------------- | ------------ | --------------------------------------------------------------------------------- | ---- |
| 街                | 2011年1月26日 | ドレミ團     | カバーコンピレーションアルバム『CRUSH! -90's V-Rock best hit cover songs-』       |      |
| 「Eternal Flame」 | 2012年6月27日 | マコト       | カバーコンピレーションアルバム『CRUSH!3 -90's V-Rock best hit cover LOVE songs-』 |      |